# Iskitim
Iskitim (ru. Искитим) este un oraș din regiunea Novosibirsk, Federația Rusă, cu o populație de 62.756 locuitori.